# Guaymí

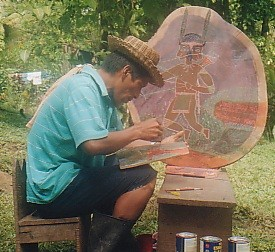
Malender Angehöriger der Guaymí

Die Guaymí oder Ngobe-Bugle (neue Selbstbezeichnung als zusammenfassender Begriff aus den Unterethnien Ngobe oder Ngäbe und Bugle) sind ein indigenes Volk in Panama und Costa Rica. Sie leben insbesondere in den abgelegenen Gebieten des Territoriums Ngöbe-Buglé, das aus Teilen der Provinzen Bocas del Toro, Chiriquí und Veraguas gebildet wurde.
Die traditionelle Subsistenzwirtschaft der Guaymí besteht aus Ackerbau, Viehhaltung, Jagd und Fischerei.
Sprachlich zerfallen die Guaymí in zwei sehr unterschiedlich große lokale Varianten (oder, gemäß SIL International, Einzelsprachen): Buglere mit 2.500 Sprechern und Ngäbere, welche mit rund 130.000 Sprechern die am meisten gesprochene Sprache der Chibcha-Sprachen ist.
Im Mai 2012 protestierten Guaymí-Indianer gegen den Bau des Barro Blanco-Wasserkraftwerks am Río Tabasará, der die Überflutung von Ngobe-Territorien zur Folge hätte. Mehrere Demonstranten wurden bei den Protesten verhaftet. Entlang des Tabasará leben 5.000 Ngobe.